# مارتن بيرل
مارتن بيرل (بالإنجليزية: Martin Lewis Perl)‏ عالم فيزيائي بولندي أمريكي، حاز على جائزة نوبل للفيزياء عام 1995 بالمشاركة مع فريدريك راينس عن اكتشافهما تاو-ليبتون tau lepton.
ولد مارتن بيرل في بولندا في 24 يونيو 1927 ورحل مع أبويه إلى الولايات المتحدة الأمريكية. بدأ دراسة الهندسة الكيميائية في معهد بروكلين البوليتيكنيك عام 1948 وحصل على شهادة الدكتوراة من جامعة كولومبيا عام 1955 . وواصل أبحاثه وتقدمه في جامعة ميتشيجان . كما عمل في مركز ستانفورد للمعجل الخطي ، ويقترن اسمه باكتشاف التاوون.

## روابط خارجية
- مارتن بيرل على موقع الموسوعة البريطانية (الإنجليزية)
- مارتن بيرل على موقع مونزينجر (الألمانية)
- مارتن بيرل على موقع إن إن دي بي (الإنجليزية)